# 彼得·沃特菲尔德
彼得·沃特菲尔德（英語：Peter Waterfield，1981年3月12日—），英国男子跳水运动员。他曾代表英国参加2000年、2004年、2008年和2012年夏季奥林匹克运动会跳水比赛，其中2004年奥运会获得一枚银牌。